# Primal Scream (álbum)
Primal Scream es el segundo disco de estudio de Primal Scream, donde el estilo musical se acercó a un vertiente más roquera del estilo de The Rolling Stones y MC5.
Este disco pasó bastante desapercibido en el panorama musical del época.

## Listado de canciones
1. "Ivy Ivy Ivy" – 3:07
2. "You're Just Dead Skin to Me" – 4:42
3. "She Power" – 3:10
4. "You're Just Too Dark to Care" – 3:09
5. "I'm Losing More Than I'll Ever Have" – 5:11
6. "Gimmie Gimme Teenage Head" – 2:30
7. "Lone Star Girl" – 3:14
8. "Kill the King" – 3:30
9. "Sweet Pretty Thing" – 2:20
10. "Jesus Can't Save Me" – 1:45

- Datos: Q1935644